# Rodolfo Fernández (futbolista)
Rodolfo Alberto Fernández Durand (Asunción, Paraguay, 11 de marzo de 1979) es un exfutbolista paraguayo. Jugaba como delantero en el San Marcos de Arica de la Primera B de Chile.
Actualmente (2024) no juega en ningún equipo ya que ha abandonado su carrera como futbolista.

## Clubes
| Club                 | País     | Año           |
| -------------------- | -------- | ------------- |
| Deportes Ovalle      | Chile    | 2005          |
| San Luis de Quillota | Chile    | 2006 - 2008   |
| Sportivo Trinidense  | Paraguay | 2008          |
| Sol de América       | Paraguay | 2009          |
| San Lorenzo          | Paraguay | 2010-2011     |
| San Marcos de Arica  | Chile    | 2011-presente |